# Inside Your Heaven
Inside Your Heaven è il singolo di debutto della cantante statunitense Carrie Underwood, pubblicato in anteprima rispetto al suo album Some Hearts.
Il brano è stato eseguito per la prima volta durante la finale di American Idol.
Il singolo ha debuttato alla posizione nº 1 della Billboard Hot 100, superando We Belong Together di Mariah Carey, che si trovava alla quarta settimana consecutiva in vetta. Tuttavia, la settimana successiva, il singolo della Carey è tornato al primo posto, mantenendosi in cima alla classifica per altre dieci settimane consecutive.

## Classifiche
| Classifica            | Posizione | Download   | Certificazione |
| --------------------- | --------- | ---------- | -------------- |
| USA Hot 100           | 1         | 1.000.000+ | 1x Platino     |
| USA Hot Country Songs | 52        |            |                |
| CAN Hot 100           | 1         | 200.000+   | 2x Platino     |
| CAN Hot Country Songs | 52        |            |                |